# غضاريف تربيقية
الغضاريف التربيقية أوترابيق القحف، أحياناً ببساطة ترابيق، أوغضاريف ما قبل الصدر وهي غضاريف مزدوجة، قضيبية الشكل، والتي تتطور في رأس جنين الفقاريات، إنها بادئات تتواجد في الجزء الأمامي من قاعدة الجمجمة، وهي مشتقة من خلايا القمة العصبية القحفية.

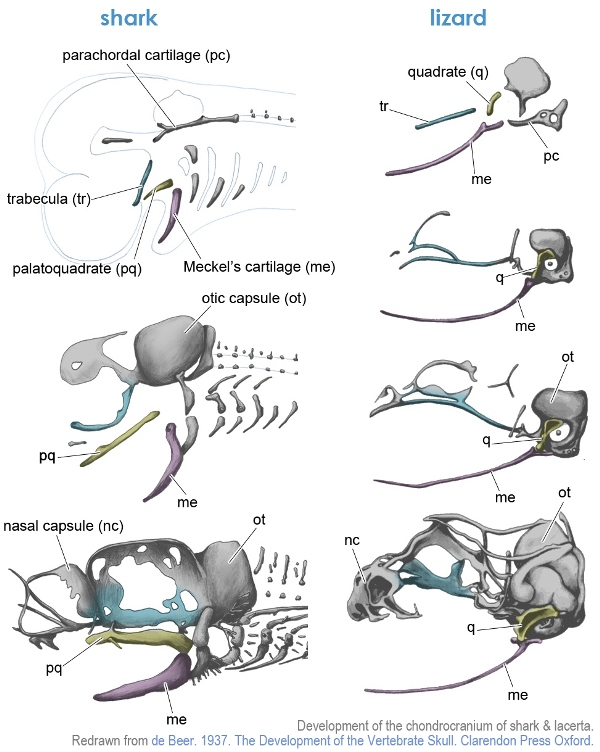
تشكل القحف العصبي (القرش والسحلية).

## هيكل
تظهر الغضاريف التربيقية عموماً على شكل أزواج ذات شكل قضيب في الجانب البطني من الدماغ الأمامي، والجانب الجانبي من النخامية الأمامية في جنين الفقاريات، أثناء التطور تندمج نهاياتها الأمامية وتشكل الترابيق المشترك، وتندمج نهاياتها الخلفية مع معظم الغضاريف المظلية الذيلية.

### تطوير
معظم الهياكل العظمية من الأديم المتوسط في الفقاريات، وبشكلٍ خاص تُشتق العناصر الهيكلية المحورية كما في الفقرات من الأديم المتوسط المجاور للمحور (على سبيل المثال: الجسيدات)، التي تنظمها الإشارات الجزيئية من الحبل الظهري، ومع ذلك تنشأ الغضاريف التربيقية من العرف العصبي، وبما أنها تقع أمام الطرف المنقاري للحبل الظهري لا يمكنها استقبال إشارات من الحبل الظهري، بسبب هذه التخصصات ودورها الأساسي في تطور الجمجمة تجادل العديد من علماء التشكل وعلماء الأجنة في أصولهم النمائية أو التطورية، والنظرية العامة تقول أن الغضروف التربيقي مشتق من اللحمة المتوسطة للقمة العصبية التي تملأ الجزء الأمامي من قوس الفك السفلي (المجال أمام الفك السفلي).

## حيوانات أخرى

### جلكي
كما هو واضح في جلكي (سمك) فإن سيكولوكدوم أيضاً يحتوي على زوج من القضبان الغضروفية في الرأس الجنيني، والتي تشبه الغضاريف التربيقية في الفقاريات الفكية، ومع ذلك في عام 1916 أشار أليكسي نيكولاييفيتش سيروف إلى أن قاعدة الجمجمة في جلكي نشأت بالتحديد من الأديم المتوسط المجاور للمحور، ثم في عام 1948 قدم ألف جونيلز تقريراً عن تفاصيل تكوين الهيكل العظمي للجلكى، وأظهر أن الغضاريف التربيقية في جلكي تظهر بجوار الحبل الظهري مباشرةً، وفي موقع مشابه للغضاريف المجاورة للفقاريات الفكية، وقد أظهرت الدراسات التجريبية الحديثة أيضاً أن الغضاريف مشتقة من الأديم المتوسط للرأس، لم يعد يُعتبر أن الغضاريف التربيقية في سيكولوكرم متماثلاً للتربيقي في الفقاريات الفكية، حيث أن الغضاريف التربيقية (الحقيقية) أول من اكتسبها هي سلالات الفكيات.

## التاريخ
تم وصف الغضاريف التربيقية لأول مرة في ثعبان العشب بواسطة مارتن هاينريش راثكي في عام 1839، في عام 1874 اقترح توماس هنري هكسلي أن الغضاريف التربيقية هي جزء معدل من القحف الحشوي، وقد نشأت على شكل سلسلة متماثلة لأقواس البلعوم.
يُعتقد عموماً أن الفك الفقاري هو ناتج عن تغيير في القوس الفكي السفلي (القوس البلعومي الأول)، حيث أن الغضاريف التربيقية تتواجد أمام قوس الفك السفلي، وإذا كانت الغضاريف التربيقية سلسلة متماثلة من الأقواس البلعومية فيجب أن تمتلك أسلاف الفقاريات أكثر من قوس بلعومي والتي تسمى بأقواس ما قبل الفك السفلي التي تتواجد أمام قوس الفك السفلي، وقد اتفق العديد من علماء الأجنة وعلماء التشكل مثل كل من إدوين ستيفن جودريتش وجافين دي بيرعلى وجود القوس أو أقواس ما قبل الفك السفلي، وعلاوة على ذلك قد بلغ إريك ستينسيو عن وجود أقواس ما قبل الفك السفلي والأعصاب البطانية المقابلة، وذلك من خلال إعادة بناء دعامات العظم، كما في مدرعات الرأس، فمؤخراً قاموا بإعادة تفسير هذا القوس على أنه قوس الفك السفلي.
ومع ذلك فقد تم رفض وجود قوس أو أقواس ما قبل الفك السفلي، ولم يعد يُفترض أن الغضاريف التربيقية هي أحد أقواس البلعوم.

## هوامش
1. ↑  Johnel AG (1948) O the development and m،rphol،gy of the skeleton of the head of Petromyz،n. Acta Zool 29: 139-279
2. ↑  Johnels AG (1948) On the devدير بير جر، mor،hology of the skeleton،of the head of Petroyzon. Acta Zool 29: 139-279
3. ↑  Kuratani S et al., (2004) Developmental fate of the mandibular mesoderm in the lamprey, Lethenteron japonicum: comparative morphology and development of the gnathostome jaw with special reference to the nature of trabecula cranii. J. Exp. Zool. (Mol. Dev. Evol.). 302B, 458-468
4. ↑  Entwicklungsgeschichte der Natter. Konigsberg (1839)